# Буксхајм (Швабија)
Буксхајм (њем. Buxheim) општина је у њемачкој савезној држави Баварска. Једно је од 52 општинска средишта округа Унтералгој. Према процјени из 2010. у општини је живјело 3.011 становника. Посједује регионалну шифру (AGS) 9778123.

## Географски и демографски подаци
Буксхајм се налази у савезној држави Баварска у округу Унтералгој. Општина се налази на надморској висини од 580 метара. Површина општине износи 10,2 km². У самом мјесту је, према процјени из 2010. године, живјело 3.011 становника. Просјечна густина становништва износи 294 становника/km².

## Међународна сарадња
| Мјесто | Држава    | Врста сарадње | Од    |
| ------ | --------- | ------------- | ----- |
|        | Француска | партнерство   | 1989. |
| Извор  |           |               |       |